# Beauvoir-sur-Mer
Beauvoir-sur-Mer település Franciaországban, Vendée megyében. Lakosainak száma 3955 fő (2022. január 1.). Beauvoir-sur-Mer La Barre-de-Monts, Bouin, Saint-Gervais és Saint-Urbain községekkel határos.

## Népesség
A település népességének változása:
| Lakosok száma | 3942 | 3947 | 3985 | 3904 | 3883 | 3880 | 3887 | 3876 | 3955 |
|               | 2013 | 2015 | 2016 | 2017 | 2018 | 2019 | 2020 | 2021 | 2022 |